# Scott Polar Research Institute
 (décembre 2020).
Si vous disposez d'ouvrages ou d'articles de référence ou si vous connaissez des sites web de qualité traitant du thème abordé ici, merci de compléter l'article en donnant les références utiles à sa vérifiabilité et en les liant à la section « Notes et références ».
Le Scott Polar Research Institute (SPRI) est un centre de recherche sur les régions polaires et la glaciologie mondiale. C'est un sous-département de la faculté de géographie de l'université de Cambridge en Angleterre.

## But
Le SPRI est fondé en 1920 en l'honneur de Robert Falcon Scott et de ses compagnons, morts au retour du pôle Sud en 1912 pendant l'expédition Terra Nova. L'institut fait des recherches sur des sujets liés à l'Arctique, l'Antarctique, les sciences de la terre, les sciences sociales et les humanités. Il possède environ 60 employés, en incluant les chercheurs et les employés de la bibliothèque. Plusieurs étudiants post-doctorants y travaillent.
L'institut abrite également les secrétariats de l'International Glaciological Society (en) et le Scientific Committee on Antarctic Research et fait partie du NERC Centre for Polar Observation and Modelling.

## Ressources
Le SPRI dit avoir la bibliothèque et les archives sur le monde polaire les plus complètes au monde. En plus des livres et des journaux, la bibliothèque contient une grande collection d'archives sur l'exploration polaire. Son travail inclut un projet d'histoire orale, avec interviews de personnes ayant travaillé dans les régions polaires. Elle abrite également le World Data Centre for Glaciology, Cambridge (qui fait partie du Conseil international pour la science), soutenu par la Royal Society.
Depuis 1998 la collection se situe dans le Shackleton Memorial Library, qui a gagné en 1999 un prix régional du Royal Institute of British Architects.
Le SPRI a également un musée contenant des artefacts (particulièrement de l'âge héroïque de l'exploration en Antarctique), œuvres sur toile, dessins, croquis, photographies (film, lanterne magique, daguerréotype), et d'autres objets ayant trait à l'histoire polaire, l'exploration polaire, la science et les arts. Le musée est ouvert au public pendant environ 20 heures chaque semaine.